# ヨーク・ミンスター

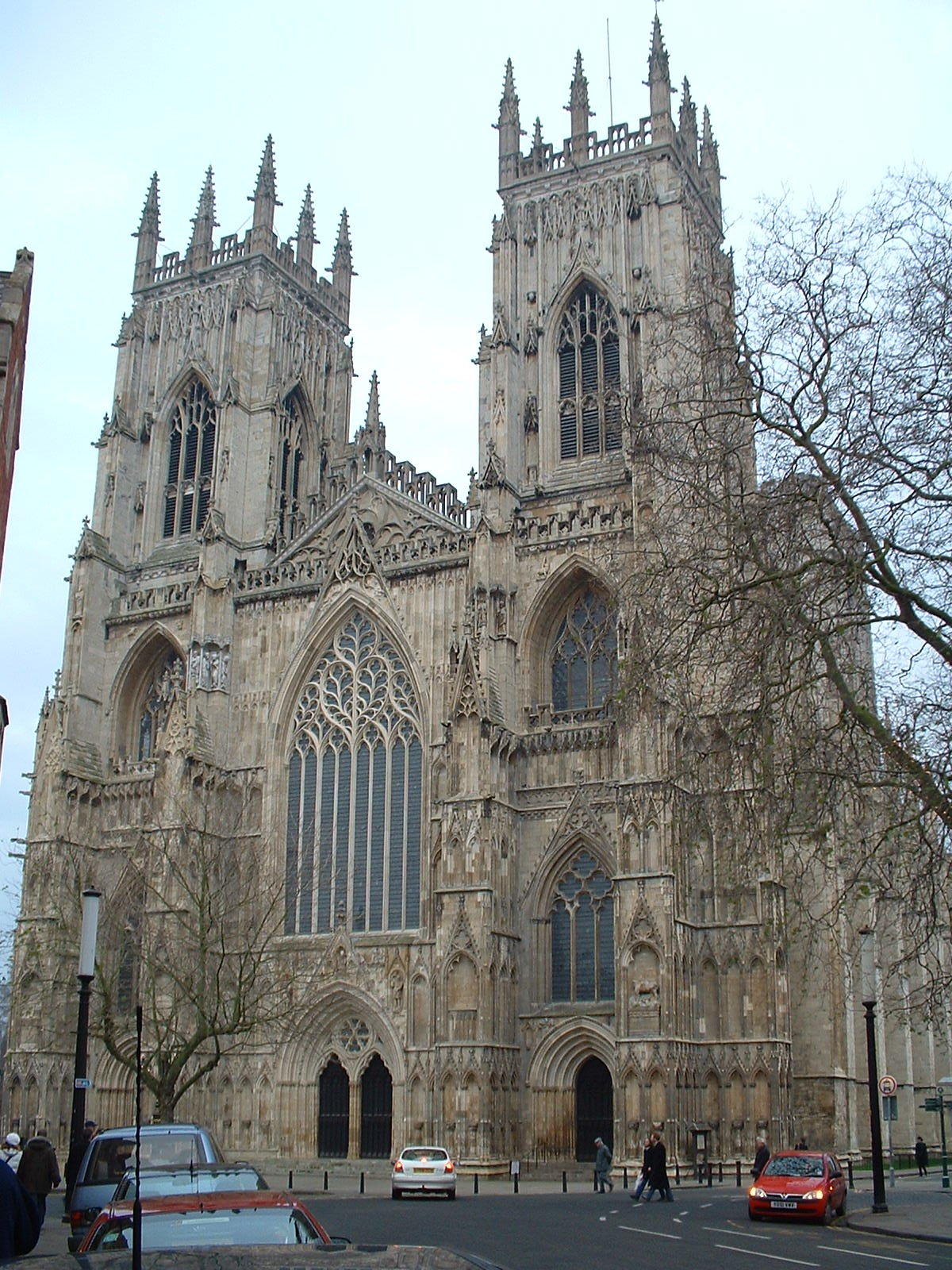
ヨーク・ミンスター西側

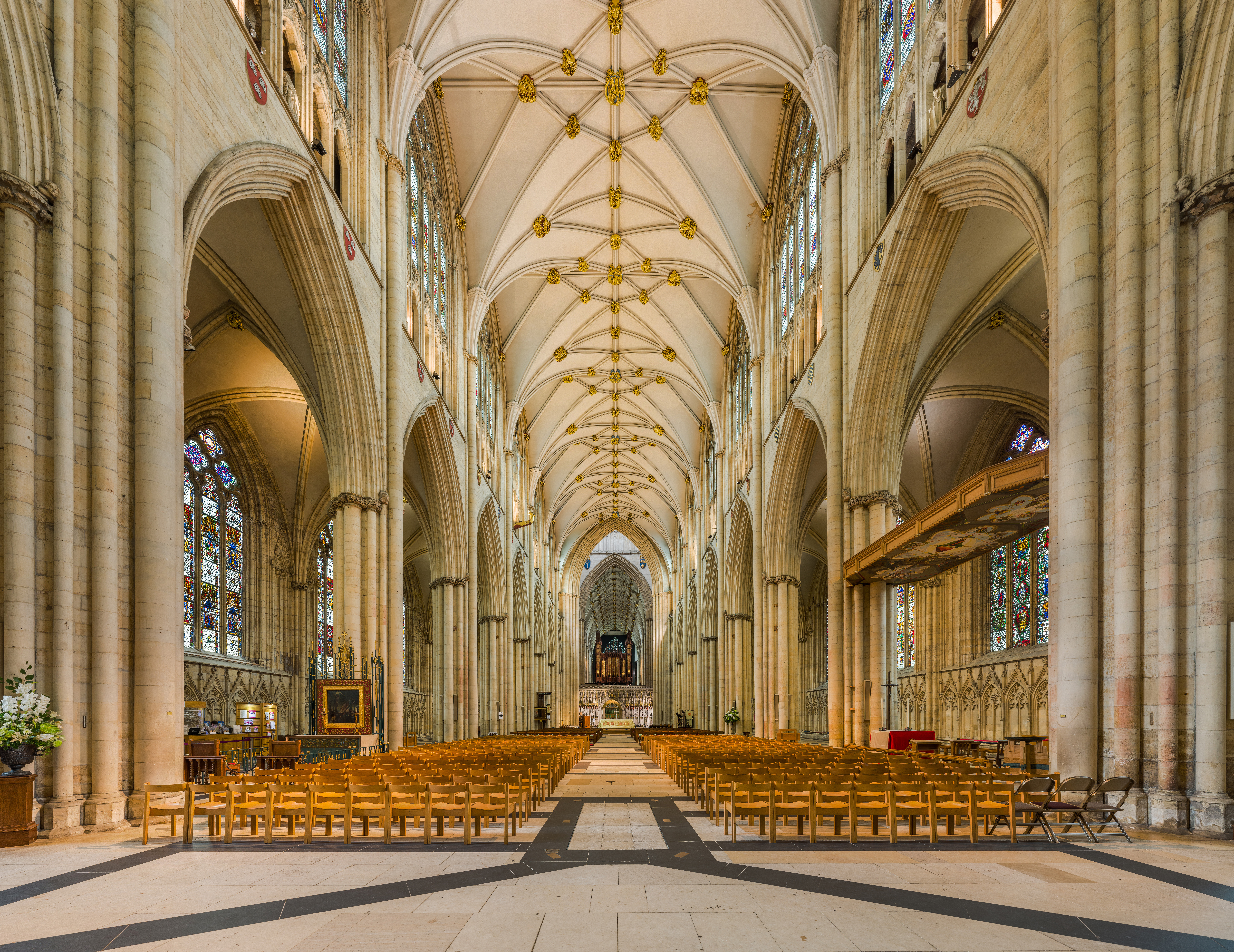
ミンスターの身廊

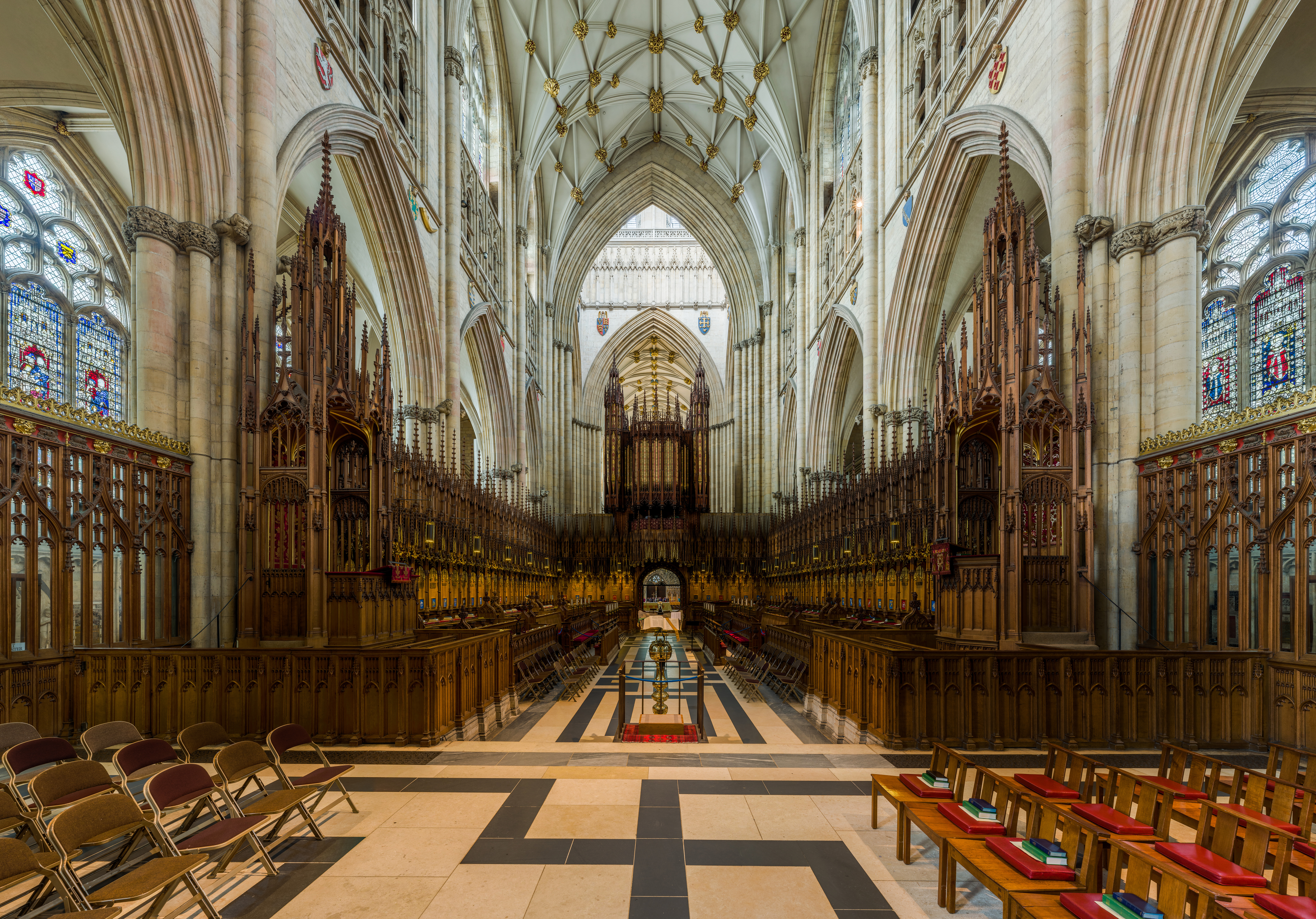
ミンスター聖歌隊席

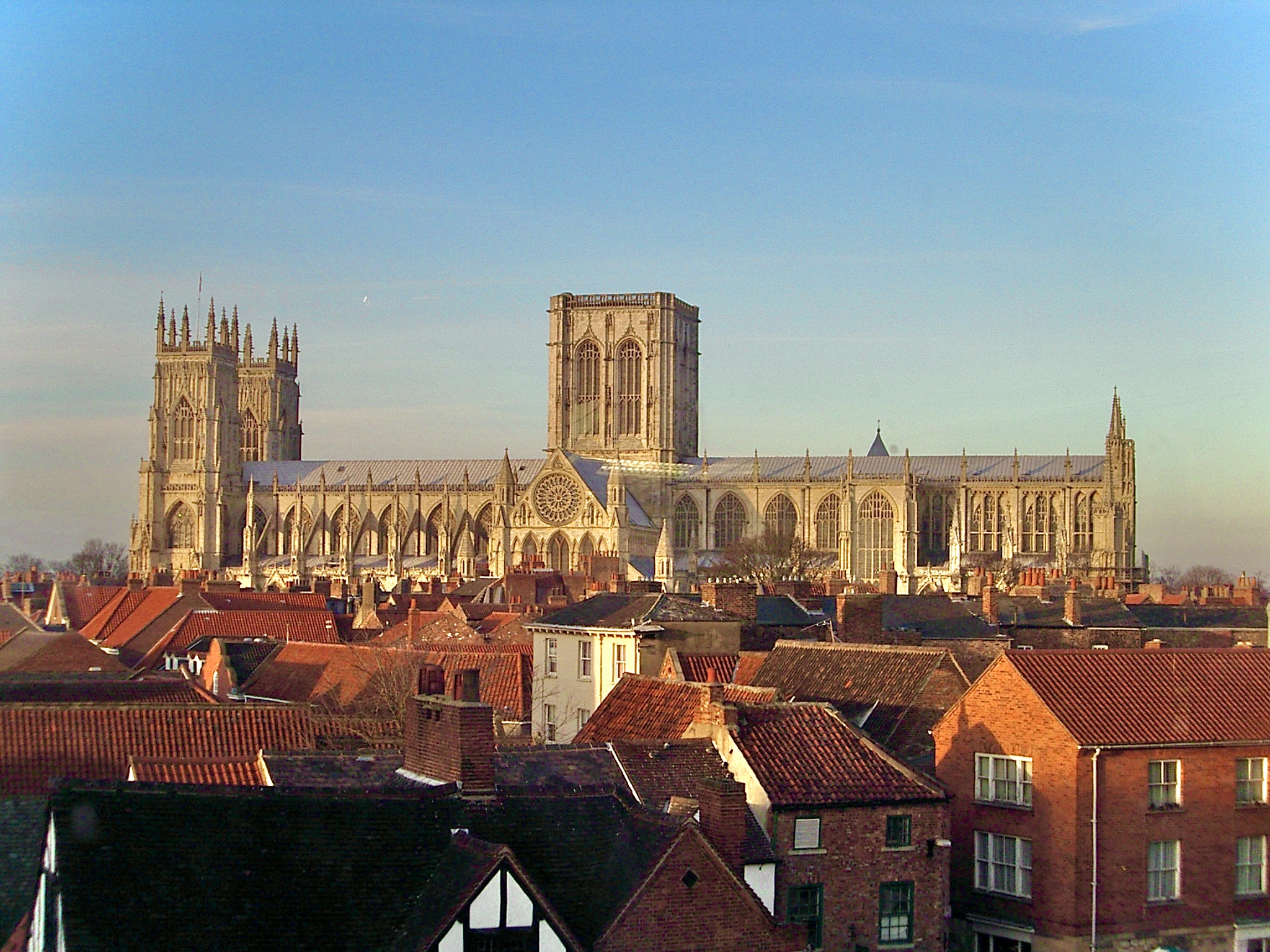
遠景

ヨーク・ミンスターまたはヨーク大聖堂 （York Minster、正式名称:ヨークの聖ペトロ首府主教座聖堂、The Cathedral and Metropolitan Church of St Peter in York）は、イギリス、ヨークにあるイングランド国教会の大聖堂。イングランド国教会ではカンタベリー大主教に次ぐ高位聖職者のヨーク大主教が管理する、ヨーク管区およびヨーク教区の主教座聖堂である。運営はヨーク・ミンスター主席司祭が行っている。

## 建築
華飾式のイングランド・ゴシック様式の本堂には、幅の広い身廊、参事会場、垂直様式の聖堂東側と合唱隊席、イングランド・ゴシック様式の北側、南の翼廊がある。本堂には1338年につくられた西側窓が、東側のレディー・チャペルには大東側窓が（1408年完成。中世のステンドグラス窓としては世界最大級）がある。北の翼廊には五人姉妹の窓（Five sisters Window）と呼ばれる高さ16mのランセット窓（en:Lancet Window、幅が狭く高さのある窓）が並ぶ。南翼廊にはバラ窓がある。現在の姿になったのは1472年である。北ヨーロッパではケルン大聖堂に並ぶ最大級の聖堂建築物で、寸法は長さ160m、幅68m、高さ72mである。ミンスターの地下には、ローマの遺跡がある(71年にローマ帝国第9軍団6000人が駐屯)。

## 歴史
3世紀からヨークにはキリスト教徒がいたことが確認されている。627年、ノーサンブリア王エドウィンの洗礼式用に木造の教会が建てられた。637年、ノーサンブリア王オズワルドによって木造教会が完成し、彼は建物を聖ペトロへ捧げた。しかしすぐに改修が繰り返され、8世紀には付属の学校と図書館がつくられた。670年、聖ウィルフリッドがヨーク大司教となる。741年、教会は火事で焼け落ちた。教会とその周辺地域は、10世紀まで幾度もの異民族侵攻に悩まされることになる。この時代、ヨーク大司教はベネディクト会出身者から輩出されていた。
1075年、デーン人の侵攻で大聖堂は破壊され、1080年から再建が始まった。ノルマン様式建築であったこの大聖堂は、1137年の火災で損傷した。ゴシック様式による大聖堂建設が始まったのは12世紀半ばであった。大聖堂が現在の形となったのは、聖化された1472年であった。
1534年、カトリック教会から分離したイングランド国教会の大主教によってイングランド宗教改革がもたらされ、大聖堂の財宝の多くが略奪され、属する土地が失われた。エリザベス1世時代には、カトリック教会の痕跡全てを大聖堂からぬぐい去ろうと、墓、ステンドグラス窓、祭壇の多くが破壊された。イングランド内戦中の1644年には、ヨークはオリバー・クロムウェル軍に包囲され降伏したが、トーマス・フェアファクスが大聖堂へのさらなる危害を阻止した。
宗教的な緊張が緩和された後、大聖堂修復の作業がいくつかなされた。1730年から1736年までかけ、ヨーク・ミンスターの床全面が模様の付いた大理石を敷かれた。しかし、1829年2月2日、非国教主義者で画家ジョン・マーティンの兄、ジョナサン・マーティンの放火によって東側が激しく破壊され、1840年の失火は、本堂、南西塔の通路、南側通路の屋根を燃やし、外観を黒こげにした。深刻な負債を抱えた大聖堂は1850年代に聖務を停止した。しかし1858年からオーガスタス・ダンコムが大聖堂復興を成功に導いた。
1955年、大聖堂北翼廊に天文時計（en）が設置された。
2005年11月5日、ヨーク・ミンスターは、ガイ・フォークス（ヨーク出身）の火薬陰謀事件失敗・400周年を記念し、イルミネーションが行われた。